# Massérac
Massérac – miejscowość i gmina we Francji, w regionie Kraj Loary, w departamencie Loara Atlantycka.
Według danych na rok 2010 gminę zamieszkiwały 643 osoby, a gęstość zaludnienia wynosiła 34 osoby/km².